# Tour of Elk Grove
Die Tour of Elk Grove (zu Deutsch Elk Grove-Rundfahrt) war bis 2013 ein Radsport-Etappenrennen in den USA. Es führte um die Stadt Elk Grove Village im Bundesstaat Illinois und deren Region.
Seit 2006 gab es diese Rundfahrt für die Männer und stand im nationalen Kalender für Radrennen in den USA. 2012 wurde es Teil der UCI America Tour und war dort in der UCI-Kategorie 2.1 angesiedelt. Im August wurde die Tour of Elk Grove jährlich ausgetragen. Ab 2011 gab es auch ein Frauen-Rennen.
Weder bei den Männern noch bei den Frauen schaffte es ein Fahrer, das Rennen mehrmals zu gewinnen. Noch im Jahr 2013 kündigte man an, das Rennen wegen Terminüberschreitungen einzustellen.

## Sieger
Männer
- 2013  Elia Viviani
- 2012  François Parisien
- 2011  Luis Amarán
- 2010  Jonathan Cantwell
- 2009  Karl Menzies
- 2008  David Veilleux
- 2007  Nathan O’Neill
- 2006  Hilton Clarke

Frauen
- 2013  Leah Kirchmann
- 2012  Jade Wilcoxson
- 2011  Shelley Olds